# El libro de la selva: la aventura continúa
El libro de la selva: la aventura continúa (titulada originalmente, en inglés, Rudyard Kipling's The Jungle Book) es una película de aventuras estadounidense de 1994, dirigida por Stephen Sommers y protagonizada por Jason Scott Lee, Cary Elwes, Lena Headey, Sam Neill, John Cleese y Jason Flemyng.

## Argumento
India, 1885. Mowgli (Sean Naegeli) es el hijo de Nathoo, un guía hindú. Nathoo se hallaba guiando a un ejército militar inglés por la selva. Entre el grupo estaban el Coronel Geoffrey Brydon (Sam Neill), su pequeña hija Katherine Brydon (Joanna Wolff) (también conocida como Kitty) y el Doctor Julius Plumford (John Cleese). Mowgli y Kitty empezaban siendo grandes amigos y hasta el punto de sentirse algo mutuamente incluso Kitty le dio el brazalete de su fallecida madre. El grupo de Nathoo se empezó a darse cuenta de que los militares habían ignorado la ley de la selva al cazar tantos animales por diversión, sin darse cuenta de que levantaron la ira del guardián de la selva y rey de los tigres Shere Khan. Una noche, el campamento sufrió el ataque de un feroz tigre, el cual resultó ser el mismo Shere Khan. Durante el ataque, Shere Khan mató a Nathoo y a dos de los hombres de Brydon. Mientras tanto, durante el ataque, accidentalmente, Mowgli se separó del campamento y todos lo dieron por muerto.
Pero, en realidad, al día siguiente Mowgli se hallaba solo con su cachorro (un pequeño lobo el cual sería llamada hermano Gris) en la selva donde conocieron a Bagheera la pantera negra y tras oír los rugidos de Shere Khan los llevó ambos a una cascada donde había una manada de lobos, los cuales decidieron adoptarlos. Luego Mowgli se hizo amigo de un cachorro de oso llamado Baloo. 16 años después, Al paso del tiempo, Mowgli (Jason Scott Lee) ya había crecido como un hombre, un día un mono le robo a Mowgli el brazalete de Kitty e inmediatamente lo siguió hasta la ciudad de los monos donde solo puedo recuperarlo de las manos del Rey Louie un orangután al enfrentarse y vencer a su guardián Kaa la serpiente pitón.
Kitty ya crecida había regresado a la India junto con su padre y se llevó gran sorpresa al reencontrase con Mowgli a quien no había reconocido sino hasta ver el brazalete, después de liberar a Mowgli de la prisión Kitty junto con el Dr. Plumford se ofrecieron a educarlo con el mundo de los hombres y durante el proceso Mowgli no solo aprendió rápido sino que también le enseñó a Kitty el mundo animal pasando mucho tiempo con ella y causando celos en su novio el Capitán William Boone. Pero a pesar del feliz tiempo que ambos pasaban juntos había demasiadas diferencias entre ellos en especial con Boone deseando tener a Kitty como esposa por lo cual Mowgli decidió dejar a Kitty en el mundo de los hombres y regresar a la selva con los lobos.
Boone había descubierto que la misma ciudad de los monos a la que había Mowgli tenía muchos tesoros por lo cual él junto con sus bandidos indios empezaron una expedición donde capturaron a Kitty usándola como rehén, hiriendo de gravedad al Coronel Brydon y a Baloo, y Mowgli se vio forzado a ayudarlos en la búsqueda. En el viaje mientras Bagheera, Hermano Gris y el resto de la manada de lobos vigilaban que Boone y sus hombres no lastimen a Mowgli o a Kitty, Shere Khan había regresado para empezar una cacería contra los hombres por haber roto la ley de la selva y a medida que la búsqueda continuaba cada villano terminó conociendo su final al ahogarse en fango, al haberse caído de una cascada o al haber sido devorado por un animal(como un lobo, una pantera o un tigre). La batalla final entre Mowgli y Boone se había dado dentro del templo donde el Rey Louie y los Bandar-Log vieron que con todo lo que aprendió Mowgli de la selva le sirvió de ventaja para vencerlo, mientras huían Boone ya no le importó perder a Kitty por Mowgli con el tesoro a su lado sin embargo Boone terminó siendo asesinado por Kaa.
Tras haber escapado del templo Mowgli y Kitty fueron detenidos por Shere Khan, finalmente Mowgli tuvo su primer encuentro con el tigre donde al principio Khan sentía su desconfianza hacia los humanos pero luego de conocer mejor a Mowgli sintió respeto hacia a él al ver su valentía y saber ni él ni Kitty no rompieron ninguna ley y más bien las apoyaba así que Shere Khan decidió dejarlos ir en paz aceptando a Mowgli no como hombre sino como una criatura de la selva. Cuando Mowgli, Kitty junto con Bagheera, Hermano Gris y el resto de la manada de lobos regresaron a casa se reveló que tanto el Coronel como Baloo fueron salvados por el Dr. Plumford, al final Mowgli se convirtió en El Señor de la Selva y terminó dándole una apasionado beso a Kitty.

## Reparto

### Personajes principales
- Jason Scott Lee - Mowgli
- Lena Headey - Katherine "Kitty" Brydon
- Sam Neill - Coronel Geoffrey Brydon
- John Cleese - Dr. Julius Plumford[1]
- Jason Flemyng - Lt. John Wilkins

### Animales entrenados
- Baloo - Casey- Un Oso negro macho.
- Bagheera - Shadow- Una Pantera negra macho.
- Hermano Gris - Shannon- Una Loba hembra (pese a que en la película se refieran a ella como a un macho).
- Rey Louie - Lowell- Un Orangután macho de Borneo.
- Shere Khan - Bombay- Un Tigre de bengala macho.

El resto de los animales incluyen lobos, elefantes, monos, camellos, caballos, etc. La serpiente Kaa fue creada por efectos CGI de computadora.

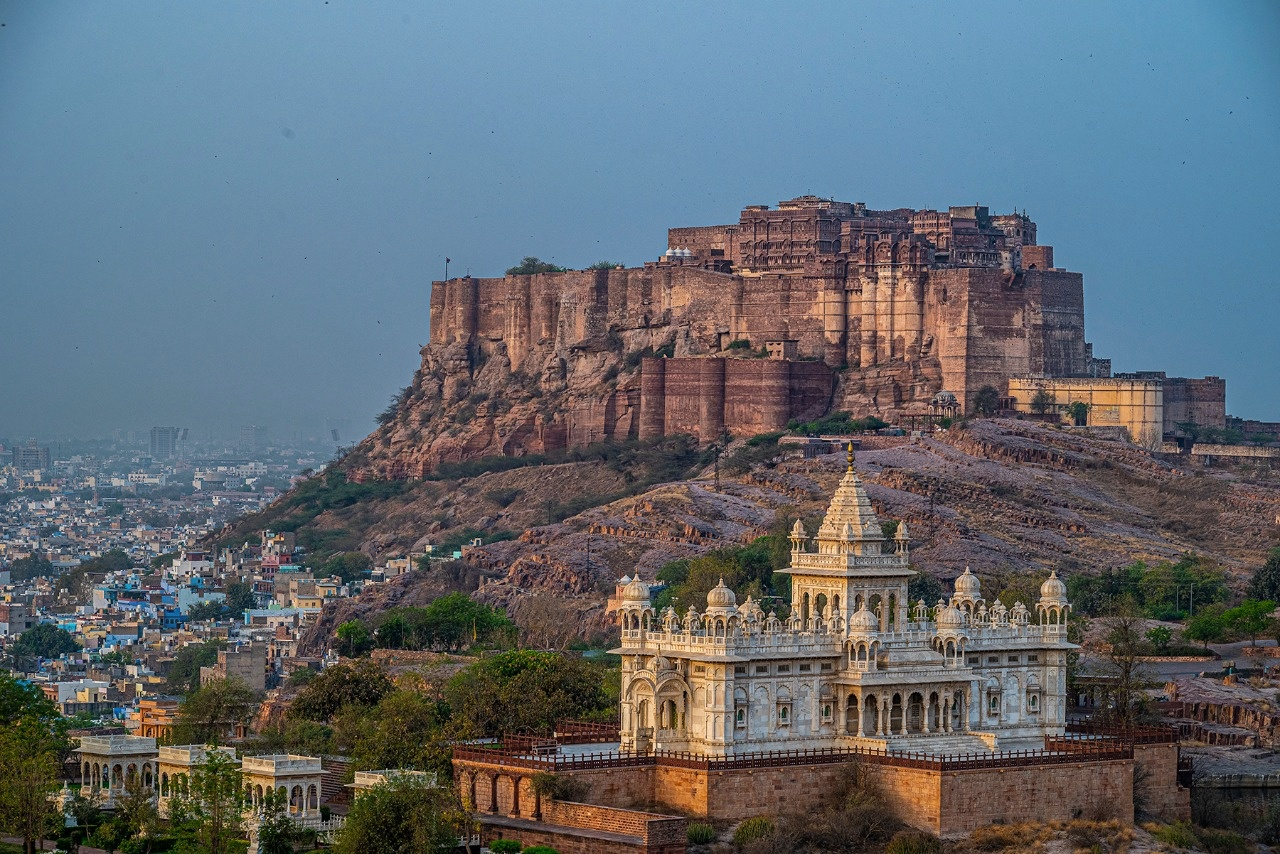
La película se filmó en Jodhpur, India.

## Banda Sonora
Si bien la electrónica dominó la mayor parte de su trabajo a principios de la década de 1990, el compositor Basil Poledouris volvió a sus raíces sinfónicas para la banda sonora de la película. La mayoría de las versiones europeas del lanzamiento oficial en CD de Milan incluyen "Two Different Worlds", una canción pop interpretada por Kenny Loggins.
| The Jungle Book (Original Motion Picture Soundtrack) |                                                             |          |  |
| N.º                                                  | Título                                                      | Duración |  |
| 1.                                                   | «Main Titles/The Caravan (Títulos principales/La caravana)» | 4:24     |  |
| 2.                                                   | «Shere Khan Attacks (Shere Khan ataca)»                     | 4:49     |  |
| 3.                                                   | «Mowgli»                                                    | 3:41     |  |
| 4.                                                   | «Monkey City (La ciudad de los monos)»                      | 4:41     |  |
| 5.                                                   | «Kitty»                                                     | 5:23     |  |
| 6.                                                   | «Treasure Room (La sala del tesoro)»                        | 4:13     |  |
| 7.                                                   | «Civilization (Civilización)»                               | 5:35     |  |
| 8.                                                   | «Baloo»                                                     | 2:52     |  |
| 9.                                                   | «Spoils (Botín)»                                            | 9:13     |  |
| 10.                                                  | «Finale (Final)»                                            | 3:29     |  |

## Premios
- 1994:Fue Nominada a los Premios Saturn a la mejor película fantástica.

## Videojuego
La película tuvo un videojuego en 1996, que incluye los clips de la película, mientras que proporciona una historia original y nuevos personajes. El juego sigue al jugador en su búsqueda para salvar a la selva. Los soldados han robado la corona del Rey Louie y el jugador debe recuperar para prevenir la selva de perder su magia. El jugador es ayudado por un escocés llamado Ilgwom ("Mowgli" escrito al revés) y su chimpancé, Lahtee, mientras que también se guía por un espíritu hecha de recuerdos de Mowgli.